# 索博爾內 (特諾皮爾州)
49°33′38″N 25°46′2″E / 49.56056°N 25.76722°E

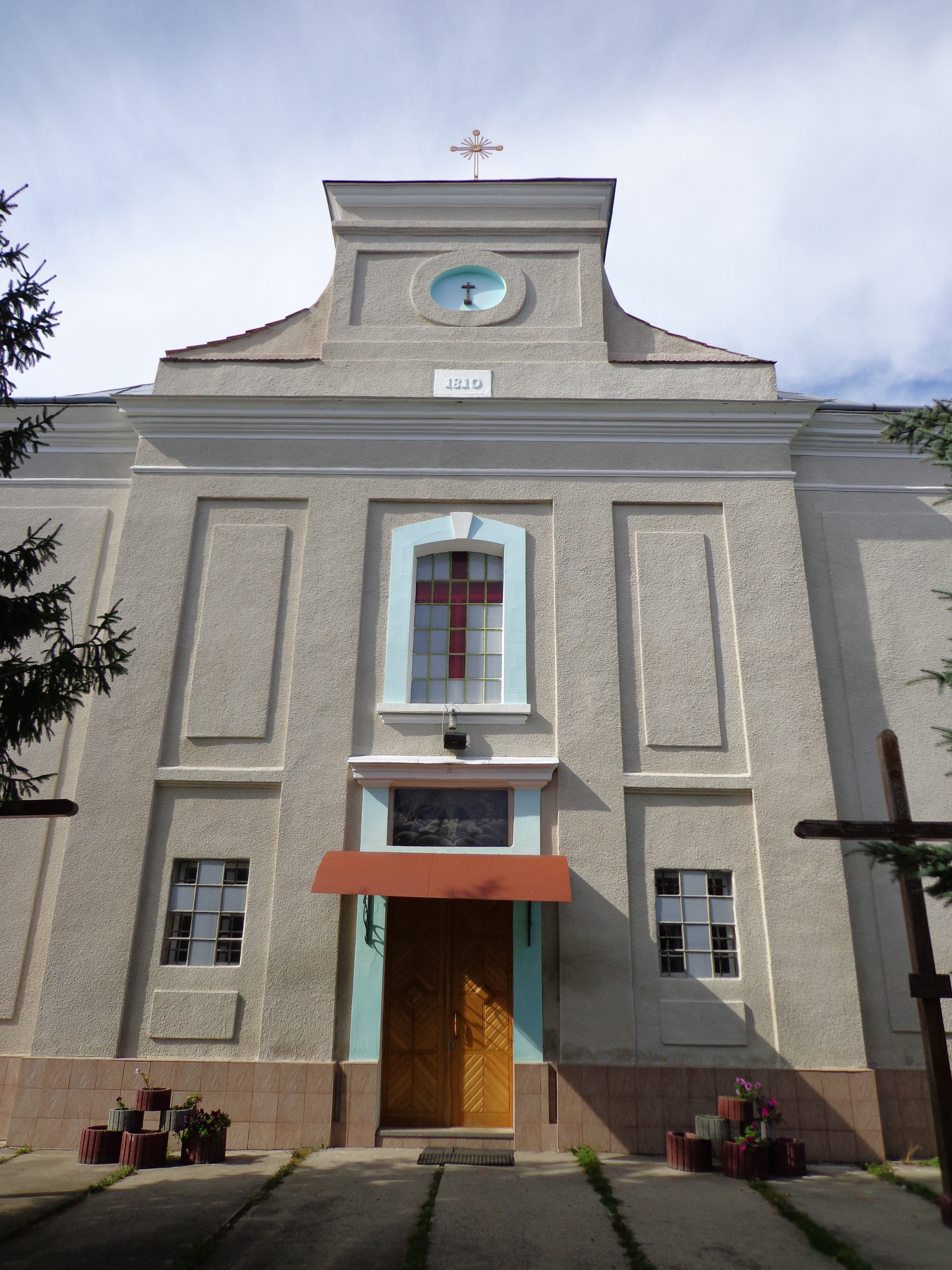
教堂

索博爾內（羅馬化：Soborne）是烏克蘭的村落，位於該國西部捷爾諾波爾州，由捷爾諾波爾區拜基夫齊市鎮負責管轄，處於赫尼茲納河畔，始建於十七世紀，面積15.47平方公里，海拔高度307米，2001年人口646。